# Tuleň bajkalský
Tuleň bajkalský (Pusa sibirica) je druh tuleně, který se endemicky vyskytuje v Bajkalském jezeře. Jedná se o nejmenší druh tuleně a jediného výlučně sladkovodního zástupce tuleňovitých. Je převážně rybožravý. Rozmnožuje se na ledu; typické je pro druh hloubení sněžných jam, ve kterých samice vrhá většinou jen jedno mládě, které jámu používá jako úkryt. Místní domorodci lovili tuleně bajkalského již od neolitu a lov pokračuje až do dnešních dní. Lov neohrožuje celkovou početnost populace, pročež je druh hodnocen jako málo dotčený.

## Systematika
Tuleně bajkalského popsal v roce 1788 německý přírodovědec Johann Friedrich Gmelin. Jedná se o jednoho ze tří zástupců rodu Pusa, který ještě zahrnuje tuleně kroužkovaného a kaspického. Podle analýzy mitochondriální DNA se zdá, že prapředek tuleně bajkalského se do jezera Bajkal dostal přes řeku Jenisej z arktických moří před cirka 400 000 lety, načež se vyvinul do samostatného druhu. To je nicméně v rozporu s výsledky jiných studií, podle kterých speciace rodu Pusa nastala někdy před 2−3 miliony lety.

## Popis
Jedná se o nejmenšího zástupce tuleňů. Samci dorůstají délky 1,3−1,45 m, samice 1,2−1,3 m, novorozeňata měří 60−65 cm. Váha dospělců se pohybuje mezi 50−90 kg, u mláďat jen 4−4,2 kg. Srst je shora tmavě stříbřitě šedá, zespoda světle šedá; při namočení se srst jeví spíše jako černá. Oči jsou tmavé, velké, posazené hodně vpředu. Čumák je malý a široký, u nedospělých jedinců vypadá delikátně. Kolem čumáku a nad očima vyrůstají dlouhé vibrisy. Přední ploutve jsou široké a krátké a jsou zakončeny dlouhými, silnými tmavými drápy.

## Výskyt a populace
Tuleň bajkalský je endemitem jezera Bajkal. Občas se mohou vydat na krátké výpravy do řek vtékajících nebo vytékajících z jezera. Výjimečný byl případ jedince, který uplaval 400 km po proudu řeky Angara. Většina populace je soustředěna v severní a střední části jezera. Nedospělí jedinci se v zimě přesouvají na jih s tím, jak severní a pobřežní části Bajkalu koncem podzimu zamrzají, zatímco dospělci zůstávají na severu a na východě, jelikož led využívají k rozmnožování.
V roce 2016 byla celková populace odhadována na cca 100 tisíc jedinců, což je předpokládaná nosná kapacita Bajkalu.

## Biologie

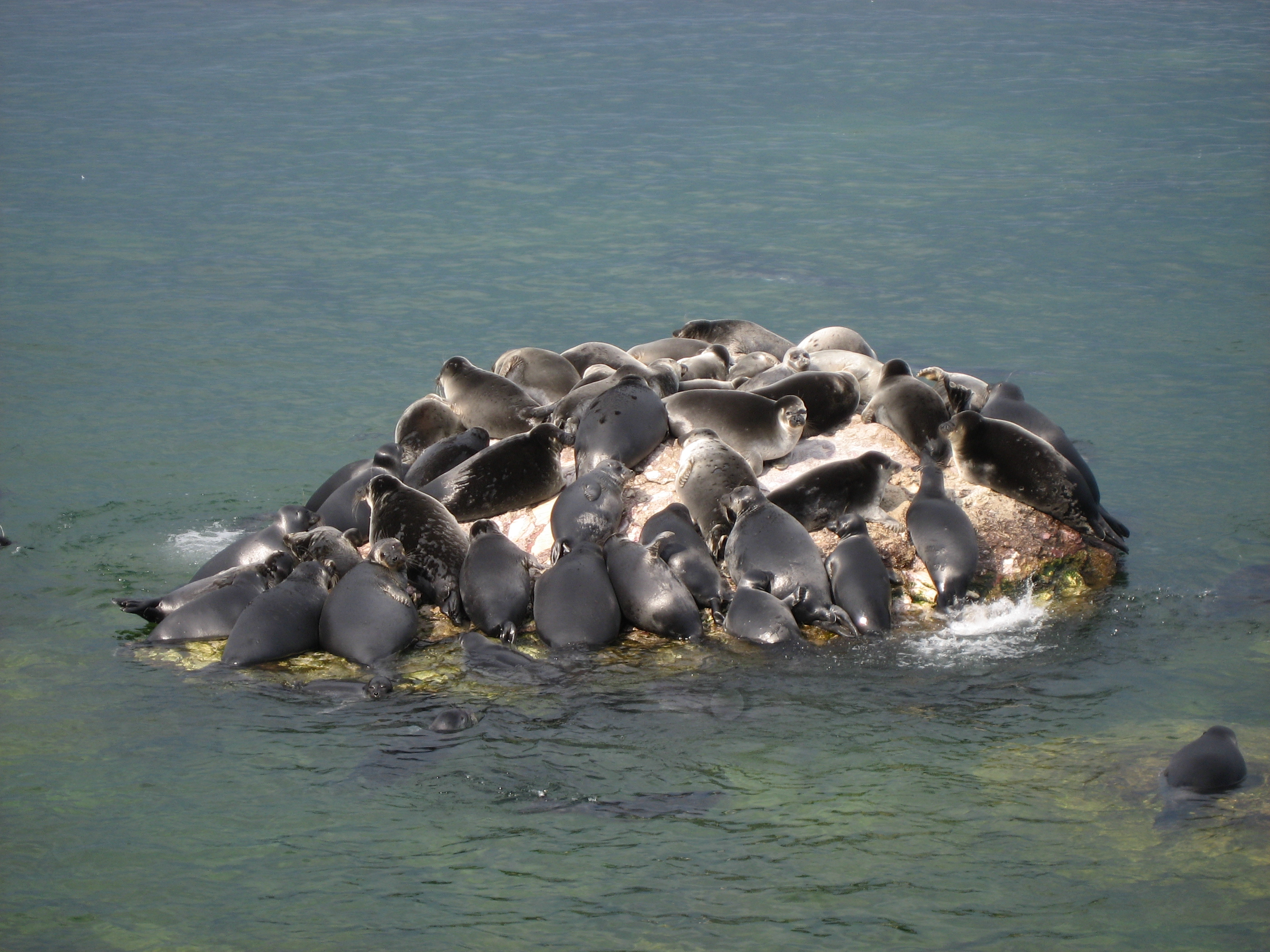
Tuleni bajkalští na malém skalisku

Tuleň bajkalský je jediný čistě sladkovodní druh tuleně. K dalším tuleňům obývají sladké vody patří dva poddruhy tuleně kroužkovaného (ladogensis z ruského Ladožského jezera, saimensis z finského jezera Saimaa) nebo sladkovodní poddruh tuleně obecného mellonae z kanadského Québecu. Jedná se o samotářské zvíře, avšak v létě se může shromažďovat na skalnatých březích ve vysokých počtech. K predátorům tuleně bajkalského patří medvěd hnědý.

### Potrava a potápění
Živí se převážně různými druhy ryb jako jsou holoměnky (Comephorus spp.) a vranky (Cottocomephorus spp.). Pojídají občas i jiné druhy živočichů včetně různonožců (Macrohectopus branickii). Potápí se typicky na 2−4 minuty, někdy i 6−10 minut, výjimečně až na 40 minut. Typické ponory sahají do 10−50 m v noci a 100−200 metrů během dne. Může se potopit až do 300 m. Rychlost plavání během dne bývá větší než v noci, což je patrně dáno tím, že tuleň během dne loví hlavně ryby a může se navigovat i vizuálně, zatímco v noci se zaměřuje hlavně na korýše a spoléhá čistě na své hmatové schopnosti.

### Rozmnožování

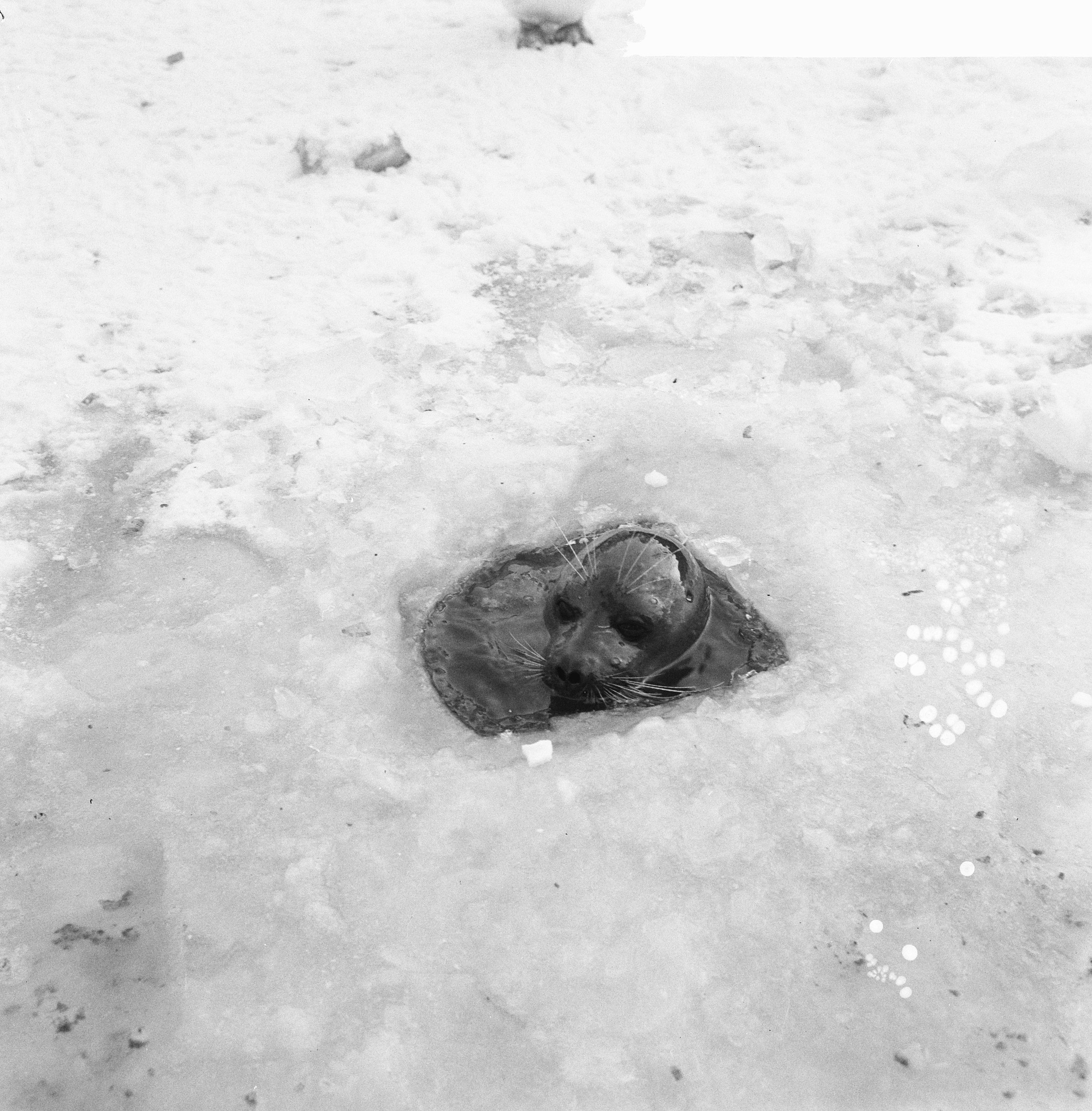
Tuleň bajkalský vykukuje z vody dírou v ledu

V říjnu se dospělí tuleni začnou stahovat do zálivů a lagun na východě Bakalu, které začínají zamrzat. Dospělí samci dosahují pohlavní dospělosti kolem 7−10 let, samice kolem 3−7 let. K vrhu mláďat dochází na ledu ve vyhloubených sněžných nebo ledových jámách. Tyto jámy mohou být na čas zcela uzavřeny pouze s jediným malým dýchacím otvorem. Samice rodí většinou jen jedno mládě, ve 4 % případů rodí dvojčata. Mláďata mají při narození sněhové lanugo, které shazují při prvním línání ve věku 4−6 týdnů. Mláďata zůstávají pevní 2−3 týdny po narození na souši, pročež jim jámy poskytují dostatečnou ochranu proti predátorům, hlavně orlům a psovitým šelmám. K vrhům dochází od poloviny února do konce března. První 2−3 měsíce po narození mláďata sají tučné mateřské mléko, načež jsou odstaveny. Své jámy nadobro opouští v dubnu.
Ke kopulaci dochází asi měsíc po vrhu. Koncem jara, kdy nastává postupný rozpad ledové pokrývky, probíhá u dospělců línání. V této době se tuleni shromažďují na zbývajících krách po stovkách i tisících. K nejstarším jedinců patří 56letá samice a 52letý samec, přičemž samice může být plodná až do věku 43−45 let.

## Ohrožení

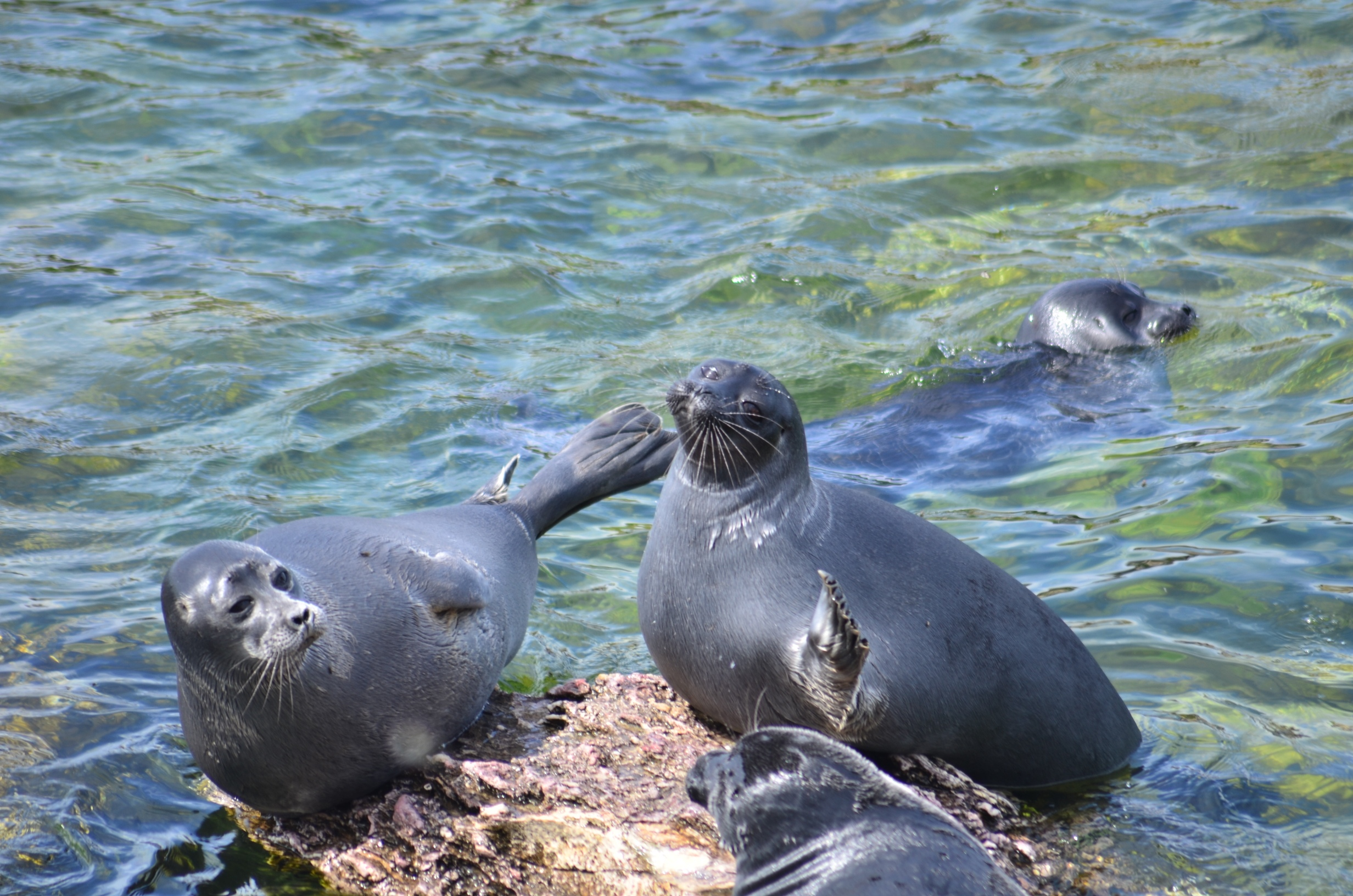
Skupinka tuleňů bajkalských

Tuleň bajkalský byl loven místními obyvateli již před 9000 lety. Od 2. poloviny 18. století dochází ke komerčnímu lovu tuleňů. Počátkem 20. století se každoročně ulovený počet tuleňů bajkalských pohyboval mezi 2−9 tisíci jedinců, a podobné počty se odhadují i po zbytek 20. století. Lov pokračuje i ve 21. století. V roce 2004−2006 bylo podle oficiálních záznamů ročně uloveno kolem 2000 tuleňů bajkalských, přičemž dalších 1500−4000 jedinců bylo odchyceno „neoficiálně“, což zahrnuje tuleně chycené jako vedlejší úlovky během rybaření, nechtěně utopené jedince nebo pytlačení. Celkový počet každoročně odlovených tuleňů bajkalských se v letech 2012−2013 odhadoval na 2300−2800. Zpracováváno je maso tuleňů, kůže i podkožní tuk.
Vedle lovu je druh ohrožen znečištěním jezera z továren, které vypouští své odpadní vody do řek dodávajících vodu do jezera. V letech 1888−1988 kolem 6500 tuleňů zahynulo po nákaze psinkou, která se na tuleně přenesla patrně skrze suchozemského živočicha, pravděpodobně psa. Globální oteplování představuje další hrozbu. Může způsobit ústup ledu, na kterém tuleň bajkalský závisí pro rozmnožování, nebo změnu distribuce potravy. Na přelomu října a listopadu roku 2017 média uveřejnila zprávu, že bylo na Bajkale nalezeno až 130 uhynulých kusů tuleně bajkalského, nejvíce za posledních třicet let. Dle vyjádření úřadů zemřely nejspíše hlady.